# Domperidonă
Domperidona (denumirea comercială Motilium) este un medicament utilizat ca antiemetic și prokinetic. Căile de administrare disponibile sunt orală și rectală.

## Utilizări medicale
Domperidona prezintă un efect antiemetic, fiind utilizată pentru ameliorarea simptomelor de greață și a vărsăturilor.

## Farmacologie
Domperidona este un antagonist periferic selectiv al receptorilor dopaminergici D2 și D3 receptor. Spre deosebire de metoclopramidă, nu prezintă un efect semnificativ asupra receptorilor D1.